# James Dempsey
James Dempsey (né le 6 février 1917 et décédé le 12 mai 1982) est un député écossais du Parti travailliste.

## Biographie
James Dempsey est allé à la Holy Family School de Mossend, puis au Co-operative College de Loughborough et au National Council of Labour Colleges. Il était greffier dans une entreprise de logistique avant de devenir membre du conseil du comté du Lanarkshire à partir de 1945.
Il devient député du Parlement du Royaume-Uni pour la circonscription du Coatbridge and Airdrie en 1959 et le reste jusqu'à sa mort en 1982.
Son fils Brian est un homme d'affaires et un ancien dirigeant du Celtic Football Club.